# Masami Kuwashima
 (mai 2025).
Si vous disposez d'ouvrages ou d'articles de référence ou si vous connaissez des sites web de qualité traitant du thème abordé ici, merci de compléter l'article en donnant les références utiles à sa vérifiabilité et en les liant à la section « Notes et références ».
Pas d'image ? Cliquez ici
Masami Kuwashima (桑島 正美) est un ancien pilote de sport automobile japonais, né le 14 septembre 1950, à Kumagaya.

## Biographie
Le Japonais accomplit une grande partie de sa carrière en Europe, où il débarque en 1972. Pendant deux saisons, il dispute le championnat d'Europe de Formule 3 avant de passer en Formule 2 au volant d'une March semi-officielle. En dix départs, il ne termine que cinq courses mais se classe quatrième de la manche suédoise à Karlskoga. Ses autres résultats étant moins brillants (huitième à Pau, neuvième à Barcelone et au-delà de la dixième place au Mugello et à Hockenheim), il perd sa place chez March et fonde sa propre écurie pour 1975. 
Toujours au volant d'une March-BMW, Masami participe à quatorze course mais ne rallie l'arrivée qu'une fois, quatorzième à Silverstone. Faute de budget, il retourne courir au Japon, en Formule 2000, qui deviendra plus tard la Formula Nippon. En 1974, avec un seul départ et un podium, il se classe troisième du championnat, puis quatrième la saison suivante avec deux départs. En 1976, il remporte les titres nationaux en Sports et Formule 2. Fort de ces résultats, en fin d'année, à l'instar de Noritake Takahara et Masahiro Hasemi, il décide de s'aligner lors du premier Grand Prix du Japon de Formule 1. 
Kuwashima est engagé au sein du RAM Racing pour piloter une Brabham BT44 mais des difficultés apparaissent dans l'accomplissement de cet accord et RAM déclare forfait. Survient alors l'opportunité de piloter une Williams FW05 de l'écurie Walter Wolf Racing aux côtés d'Arturo Merzario en remplacement de Hans Binder, en manque de budget. Le Japonais, riche de promesses d'argent de commanditaires locaux, prend le volant lors des essais libres du vendredi et signe un temps à plus de 5 secondes de la Lotus de Mario Andretti, le futur poleman. Cependant, Kuwashima n'est pas ridicule en piste puisqu'il devance de 23 secondes de mieux que la Maki de Tony Trimmer. Toutefois, en fin de journée, comme les sponsors de Kuwashima n'ont toujours pas payé l'écurie, Hans Binder reprend son volant. Celui-ci parvient à signer un temps suffisant pour se qualifier, temps toutefois inférieur à la performance du pilote japonais.
Kuwashima n'aura plus jamais l'occasion de courir en Formule 1 et se tourne à nouveau vers les championnats japonais, avec un certain succès. En 1977, il termine 4e du championnat de F2000 avec un podium. L'année suivante, avec trois monoplaces différentes en trois courses, il termine onzième du premier championnat japonais de Formule 2 et l'année suivante, pour sa dernière saison de compétition, il se classe second du championnat.

## Résultats en championnat du monde de Formule 1
| Saison | Écurie                        | Châssis                    | Moteur           | Pneus    | GP disputés | Points inscrits | Classement |
| ------ | ----------------------------- | -------------------------- | ---------------- | -------- | ----------- | --------------- | ---------- |
| 1976   | RAM Racing Walter Wolf Racing | Brabham BT44 Williams FW05 | Ford Cosworth V8 | Goodyear | 0           | 0               | n.c.       |